# Bandelier National Monument

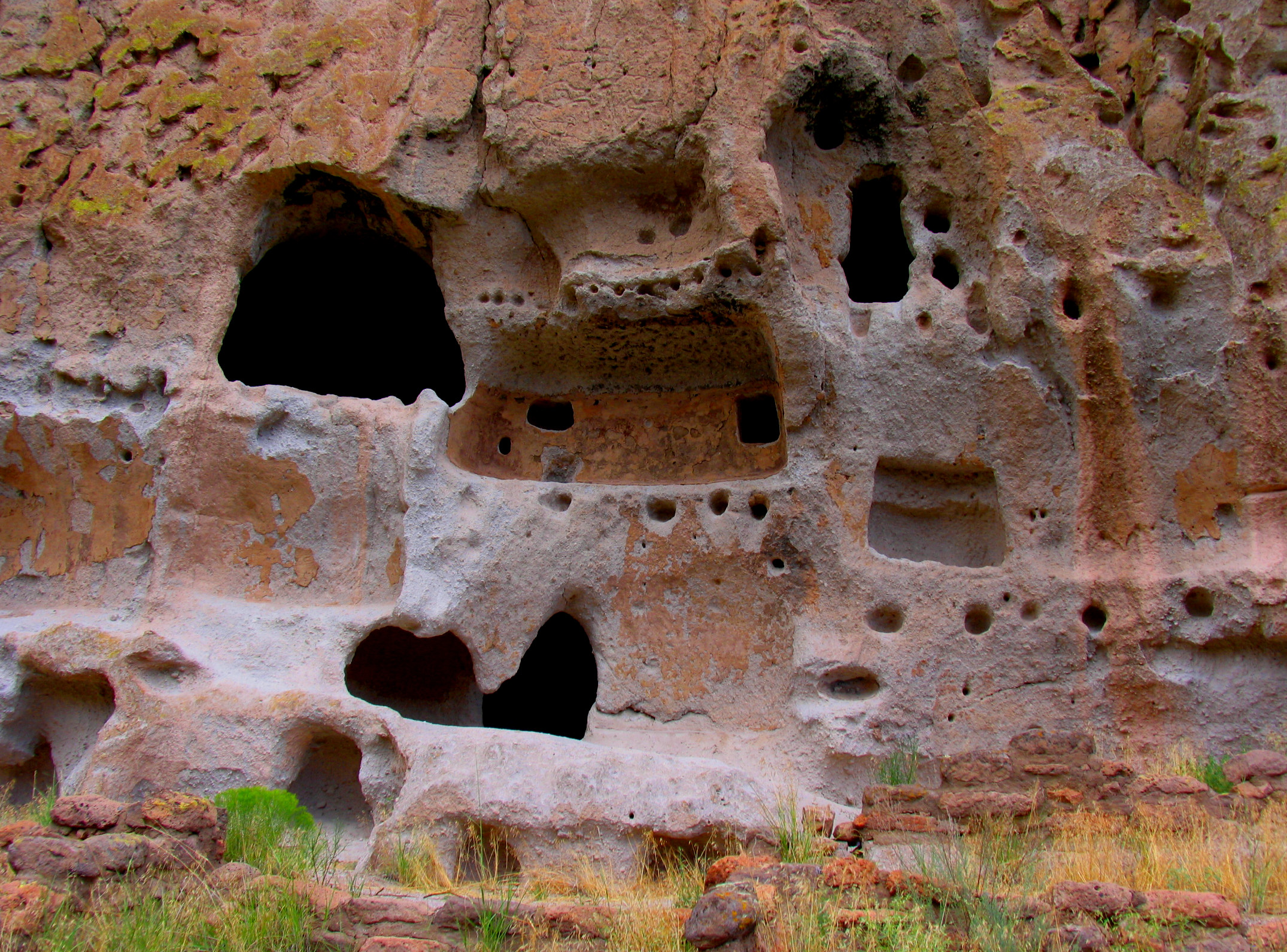
Bandelier National Monument

Bandelier National Monument – amerykański pomnik narodowy, znajdujący się w stanie Nowy Meksyk. Na jego obszarze znajdują się ruiny kamiennych osad wybudowanych przez Indian.
Park został ustanowiony decyzją prezydenta Woodrowa Wilsona 11 lutego 1916 roku. Jego granice były zmieniane dwukrotnie, w 1961 i 1963 roku. Obecnie zajmuje powierzchnię 132,48 km² i jak większość pomników narodowych w Stanach Zjednoczonych zarządzany jest przez National Park Service. Znajduje się na liście National Register of Historic Places.

## Galeria

Bandelier
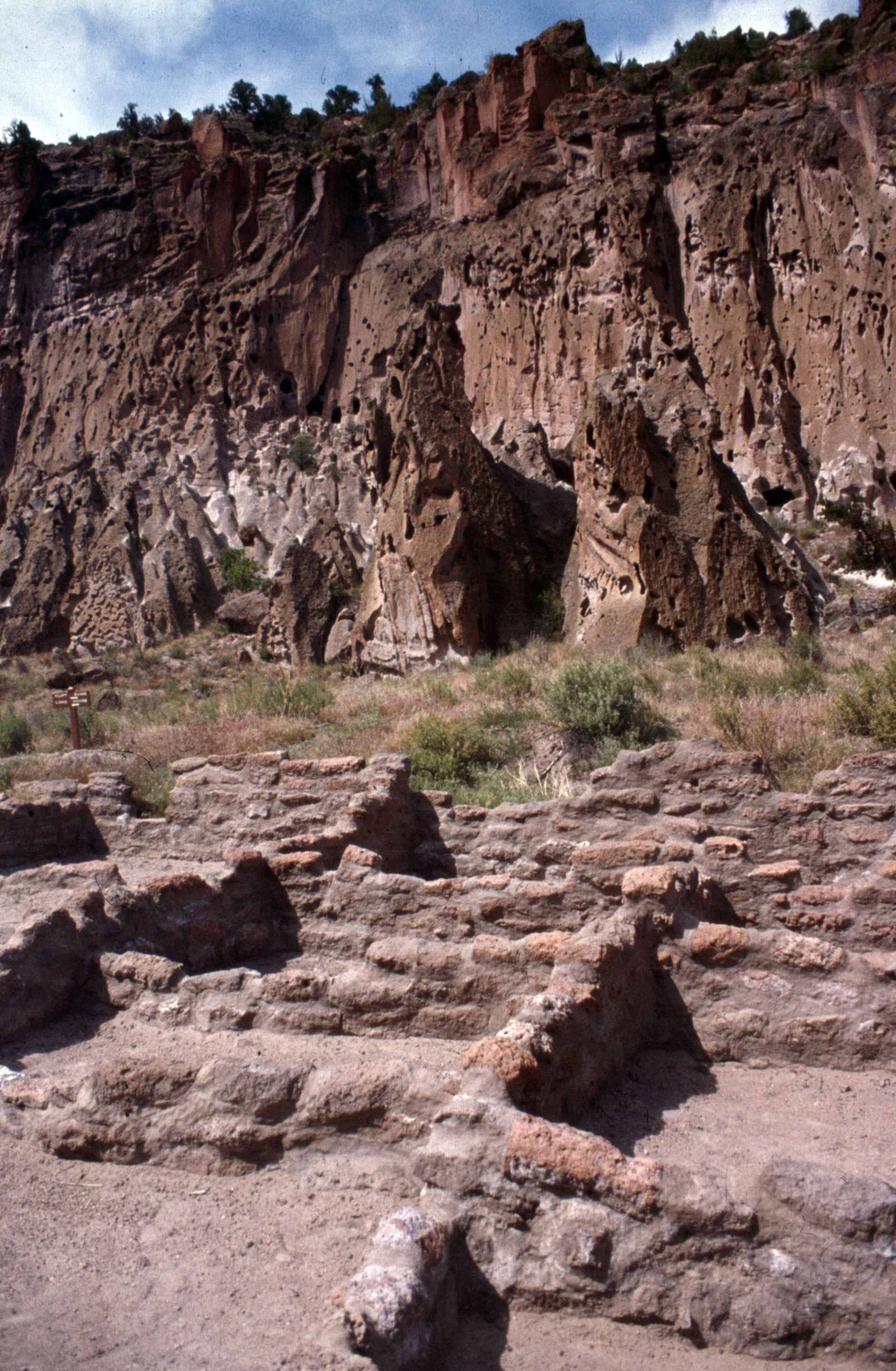
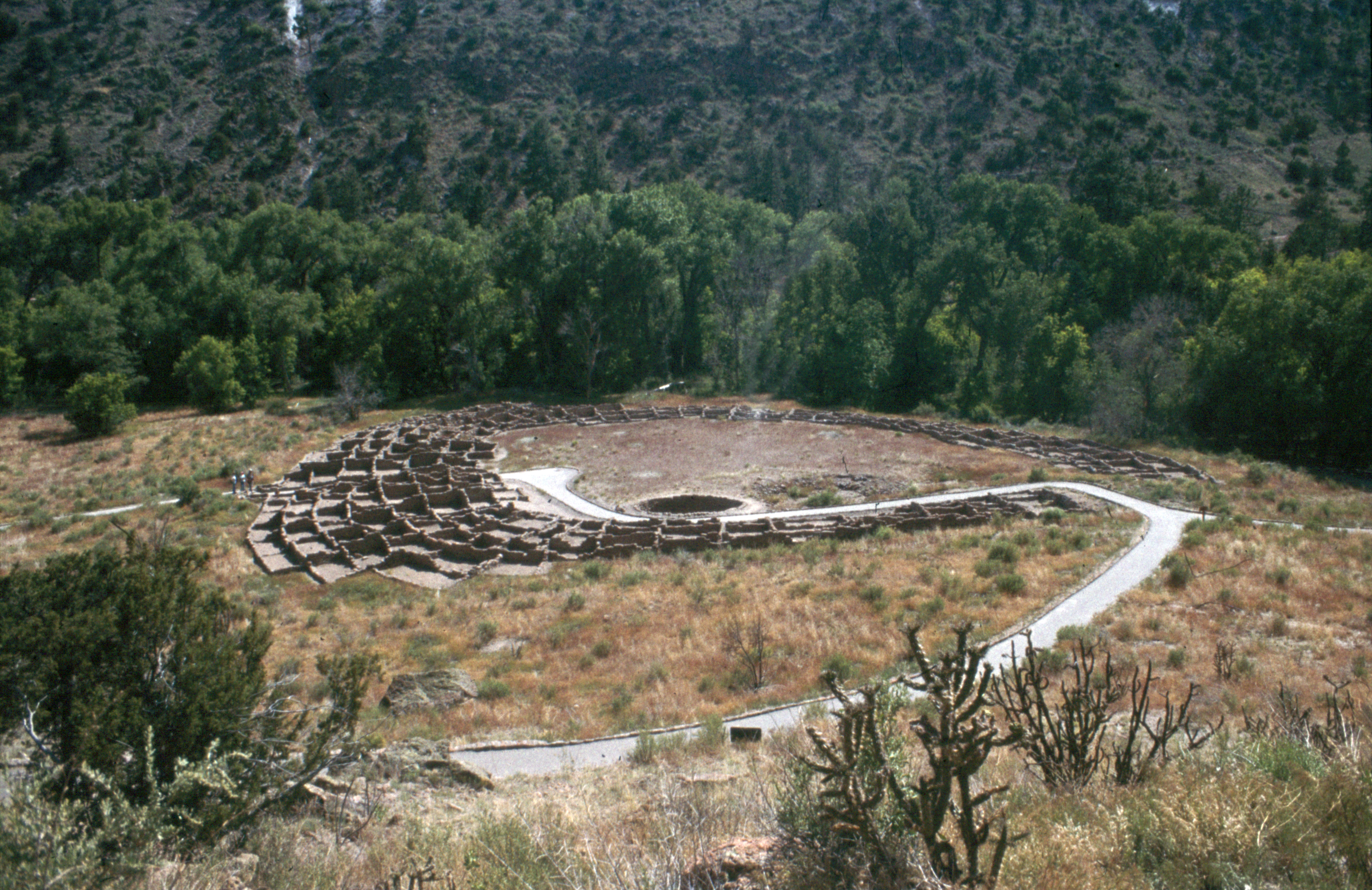
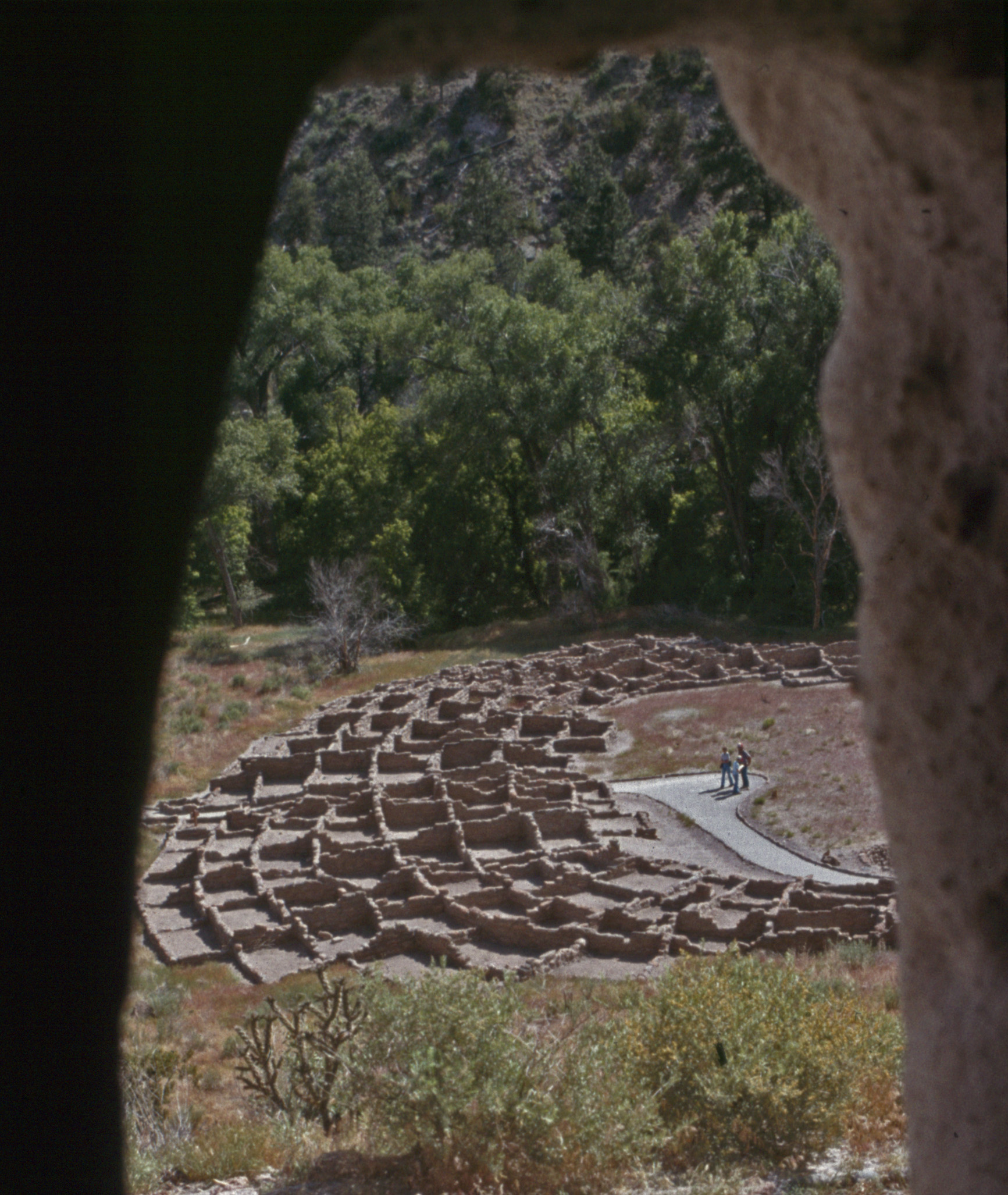
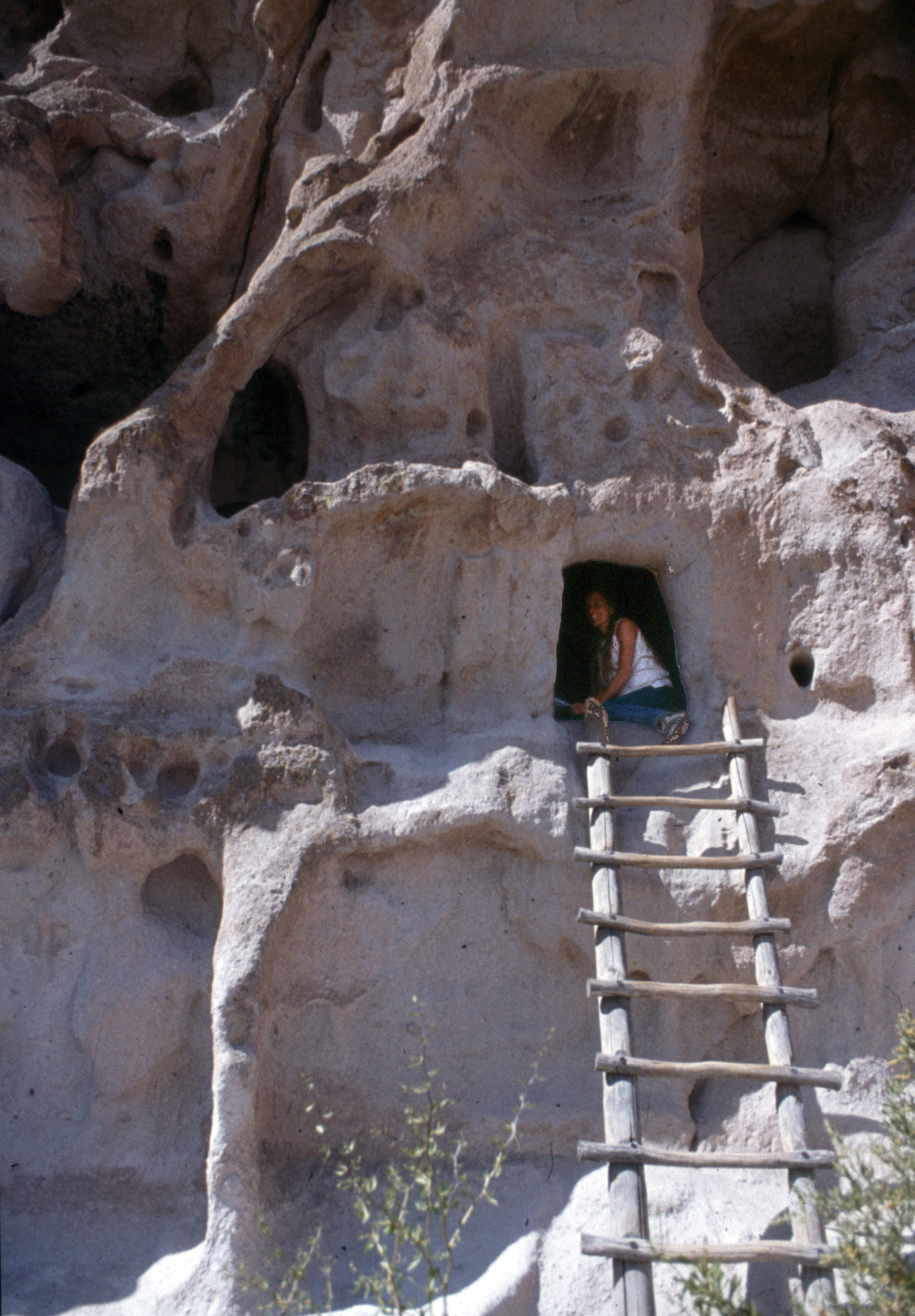
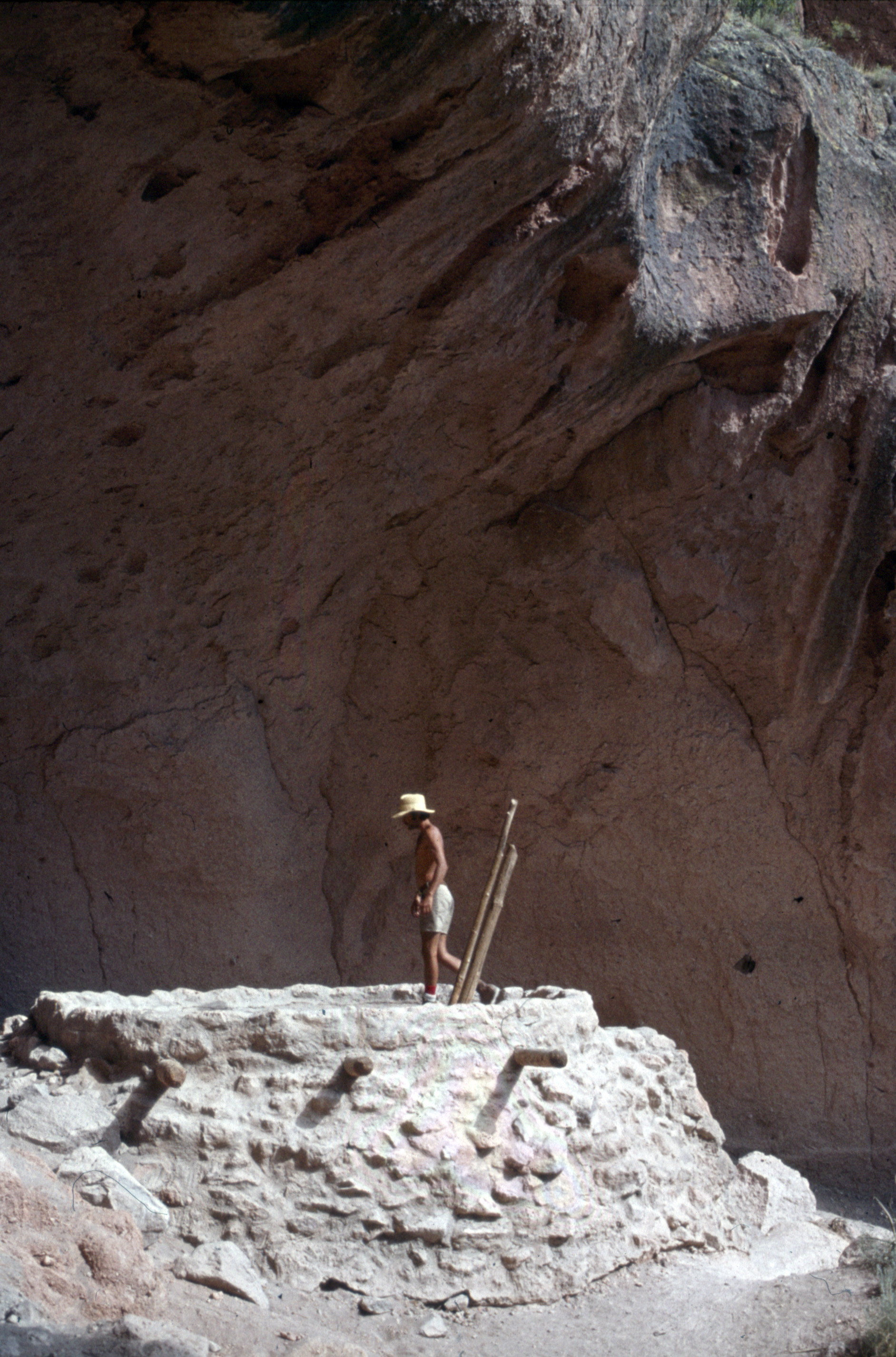
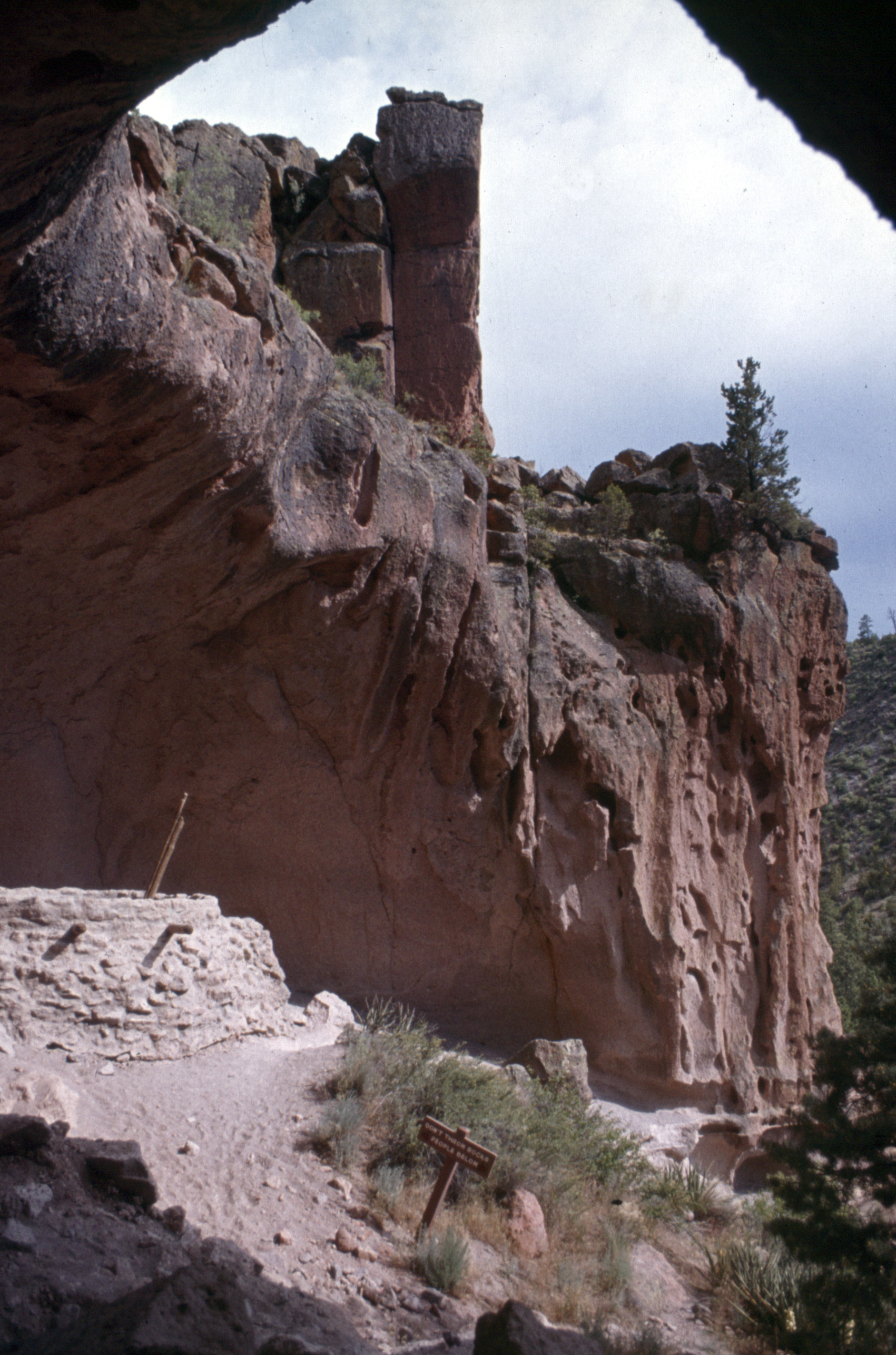